# Човекът с обърнатата устна
„Човекът с обърнатата устна“, преведен на български и като „Човекът с разцепената устна“ (на английски: The Man with the Twisted Lip) е разказ на писателя Артър Конан Дойл за известния детектив Шерлок Холмс. За първи път е публикуван през декември 1981 г. в списание „Странд“ (The Strand Magazine). Включен е в книгата „Приключенията на Шерлок Холмс“, публикувана през 1892 година.

## Сюжет
Внимание:  Текстът по-долу разкрива сюжета на произведението (или части от него)!
През юни 1889 г., при издирване на съпруга на своя позната, Уотсън попада в бордей за пушачи на опиум, където неочаквано среща Шерлок Холмс, който под прикритие разследва мистериозното изчезване на г-н Невил Сейнт Клеър.
Невил Сейнт Клеър е семеен, почтен джентълмен, който живее в провинцията и всеки ден пътува до града, където има капитали в няколко търговски предприятия. Няколко дни по-рано г-н Сейнт Клеър е дошъл в града по работа, а на съпругата му се е наложило да отиде до градската поща, за да получи колет. На връщане към гарата тя вижда мъжа си на прозореца на втория етаж на сградата на бордея. Според госпожа Сейнт Клеър някой е дръпнал изведнъж съпруга ѝ насила от прозореца. Подозирайки нещо лошо, жената се втурва в къщата, но собственикът на дома, малаец, и неговият помощник не я допускат вътре. Госпожа Сейнт Клеър веднага вика полиция и когато полицията влиза в стаята, откриват само отвратителния скитник и просяк Хю Бун. Малаецът и Бун ги уверяват, че г-н Сейнт Клеър не е тук, но жената забелязва детските кубчета, които нейният съпруг е щял да купува. Полицаите заподозират Бун, че е извършил убийство и го арестуват веднага.
След известно време госпожа Сейнт Клеър получава писмо от своя смятан за мъртъв съпруг, който я моли да не се притеснява и обещава да се върне скоро. След като научава за писмото, Холмс прекарва цяла нощ в мъчително разгадаване за тази мистерия. На сутринта той кани Уотсън да отиде с него в полицейското управление, където е задържан Хю Бун. Инспектор Брадстрийт казва на Холмс, че Бун се държи спокойно, но категорично отказва да се изкъпе. Тогава Холмс изважда от чантата си голяма гъба, промъква се до спящия Бун и изтрива лицето му с гъбата. За голямо удивление на останалите лицето на Бун се оказва гримирано и под тежкия грим се крие липсващият Невил Сейнт Клеър.
Осъзнавайки, че е разкрит, Сейнт Клеър разказва своята необикновена история. Преди известно време, като кореспондент на вестник, Сейнт Клеър решава да напише статия за бедните хора в Лондон и с цел да опознае темата отблизо, се предрешава като просяк, при което, за своя изненада, успява да изкара доста пари. По-късно, при спешна нужда от пари, той решава да си ги набави като отново се преструва на просяк. Този „бизнес“ обаче се оказва толкова печеливш, че Сейнт Клеър напуска работата си и започва да се занимава „професионално“ с просия. В неговата тайна е посветен само малаецът, собственик на бордея, където Сейнт Клеър се преобразява в „Бун“. Когато жена му случайно го вижда, Сейнт Клеър, за да не бъде разкрит, бързо се преоблича като просяк и е арестуван от полицията.
Инспектор Брадстрийт обещава да прекрати полицейското разследване и да запази репутацията на Сейнт Клеър, но при условие, че той спре да се занимава с този „бизнес“ и просякът „Хю Бун“ изчезне завинаги.

## Екранизации
През 1921 г. разказът е адаптиран в едноименния филм с участието на Ейли Норууд като Холмс и Хюбърт Уилис като Уотсън.
През 1951 г. по него е направен филмът „Шерлок Холмс: Мъжът, който изчезна“ с участието на Джон Лонгдън като Холмс и Кембъл Сингър като Уотсън.
С участието на Дъглас Уилмър като Холмс и Найджъл Сток като Уотсън разказът е филмиран и през 1965 г.
През 1986 г. адаптация е направена в едноименния епизод на телевизионна серия с участието на Джеръми Брет като Холмс и Едуард Хардуик като Уотсън.

## Интересни факти
Разказът „Човекът с обърнатата устна“ е един от малкото („Благородният ерген“, „Жълтото лице“ и др.), в които липсва криминална загадка.